# René Sommerfeldt
René Sommerfeldt (Zittau, RDA, 2 de octubre de 1974) es un deportista alemán que compitió en esquí de fondo. 
Participó en cuatro Juegos Olímpicos de Invierno, entre los años 1998 y 2010, obteniendo dos medallas en la prueba de relevo, bronce en Salt Lake City 2002 (junto con Jens Filbrich, Andreas Schlütter y Tobias Angerer) y plata en Turín 2006 (con Andreas Schlütter, Jens Filbrich y Tobias Angerer).
Ganó tres medallas en el Campeonato Mundial de Esquí Nórdico, en los años 2001 y 2003.

## Palmarés internacional
| Juegos Olímpicos   | Juegos Olímpicos                | Juegos Olímpicos  | Juegos Olímpicos |
| Año                | Lugar                           | Medalla           | Prueba           |
| ------------------ | ------------------------------- | ----------------- | ---------------- |
| 2002               | Salt Lake City (Estados Unidos) | Medalla de bronce | Relevo 4 × 10 km |
| 2006               | Turín (Italia)                  | Medalla de plata  | Relevo 4 × 10 km |
| Campeonato Mundial |                                 |                   |                  |
| Año                | Lugar                           | Medalla           | Prueba           |
| 2001               | Lahti (Finlandia)               | Medalla de plata  | 50 km            |
| 2001               | Lahti (Finlandia)               | Medalla de bronce | Relevo 4 × 10 km |
| 2003               | Val di Fiemme (Italia)          | Medalla de plata  | Relevo 4 × 10 km |